# 工部局
工部局（Municipal Council，意为“市議会”），是设置于近代中国租界的一种地方自治市政机构，也是租界的最高议政和行政机关。“工部局”这一中文名称源自对英语Board of Works或Works Board（意为“公共工程委員會”）的晚清风格的直译，因为19世纪的自治市政机构主要负责城市的公共工程建设，与中国之工部职权类似。
自小刀会于1853年9月7日攻占上海县城以后，清朝政府开始失去对外侨居留地的控制；此时上海英租界内已经设立有道路码头委员会（Committee of Roads and Jetties）进行市政管理，负责向租地外侨征收地税和规划实施租界内公共工程建设，是工部局机构的前身。由于太平天国李秀成冲击上海租界，1854年7月11日，上海租界根据纳税人会议会议结果，组建自治的代议制市政机构上海工部局，为工部局制度之始。
此后上海工部局逐渐形成自己的警察、法庭、监狱等一套政府体系，进行市政建设、治安管理、征收赋税等行政活动，在实质上担任了租界自治政府的角色；自1870年起，公共租界的民兵武装万国商团也交由上海工部局负责，进一步给工部局增加了自治军事职能。其后中国沿海和长江沿岸开辟的各租界基本都仿照上海租界制度建立工部局。随着二十世纪四十年代租界的回收，工部局也渐次撤销，其职能为各租界城市的市政府所继承。
因工部局是一种自治的代议制市政机构（其董事会由租界内居民组成的纳税人会议自下而上选举产生，而非更高一级政府或外国领事自上而下设立，亦不完全受领事干预），一些租界之外中国城市的自治机构也采用了“工部局”的命名方式，如上海第一个华人自治市政机构即名为上海城厢内外总工程局（其英文名亦称"Works Board"），独立于清政府设立的上海县。

## 上海公共租界工部局
上海公共租界工部局（英语：Shanghai Municipal Council）是设置于上海公共租界的最高市政机构，公共租界董事会的执行机构，对公共租界纳税人会议负责，也是中国近代各外国租界中第一个工部局机构。
公共租界工部局于1854年7月11日依据新修订后的《上海土地章程》产生；1914-1922年修建工部局大楼作为驻地；1941年太平洋战争爆发后日军入驻租界，工部局权力实际交由日方负责，但机构仍保留；1943年汪精卫政府回收上海公共租界后停止存在。

### 董事会
上海公共租界工部局由董事会领导。董事会作为工部局的议政、决策和立法机构而存在，职能包括指导市政、监管警务、制定和修改《土地章程》附律、人员任用、经费安排等，其成员由公共租界纳税人会议选举产生。董事不发薪水。1870年以后一般有9名董事，他们通过互选产生总董。英国侨民始终占据大多数席位，美国人通常占据1-2个席位。1873-1914年时通常有一德国席位；1915年德国势力退出远东以后，该席位转给日籍侨民。至1930年，董事会有5名华人董事。
至1931年时，上海工部局还设有13个专门委员会：警备、工务、财政税务及上诉、卫生、銓叙、公用、音乐、交通、学务、华人小学、图书馆、公园及宣传，作为董事会的咨议机构。

### 日常行政
上海工部局设有如下执行机构：

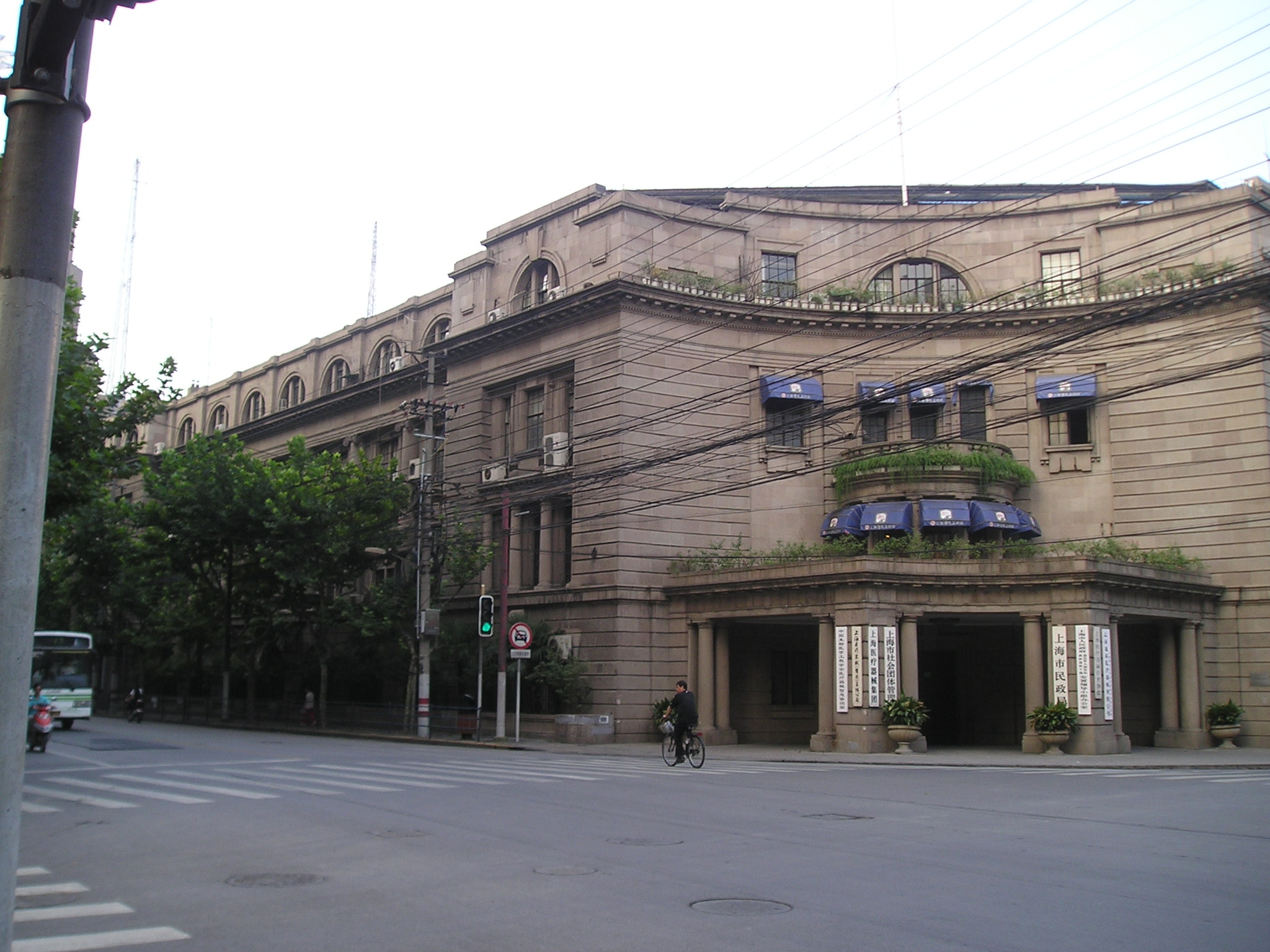
昔日的工部局大厦正门，2006年

- 总裁：多由英国人、美国人担任，最后由日本人担任。首任是爱德华·库宁南（1852年5月25日－1853年7月21日），末任是冈崎胜男（1942年1月5日－1943年8月1日）。
- 总办处：秘书性机构，代表董事会主持工部局全部行政事务，工部局所有的日常行政事务文件首先送交总办处理。
- 警务处：即警察部门，至1930年时有雇员4879人，管辖14个巡捕房和侦探队。警务处较早引进和采用了西方现代刑事侦察技术。
- 火政处：即消防部门。
- 财务处
- 工务处：负责租界内的公共工程建设和管理。
- 卫生处
- 学务处
- 法律处：主要代表工部局在上海第一特区地方法院和江苏高等法院第二分院对租界内华人及没有治外法权的西人为被告的民事、刑事诉讼案提起诉讼，同时也为工部局董事会及各委员会、各处室提供法律咨询。
- 华文处：全称是华文研究翻译处，从事华文文书翻译。此外还给工部局外籍人员，特别是平时接触华人的巡捕、护士及各机构外勤人员上华语课；巡捕还须学习上海方言。
- 工业社会处：最晚（1940）成立的机构，负责调处劳资纠纷和福利工作。
- 地产委员会：拥有一定的行政权力，负责公断征用土地争议和决定工程经费等，不同于工部局任命的其他只起咨询作用的各种委员会。
- 乐队：由工部局管理和经营的公共乐队。
- 图书馆

### 遗迹
- 上海公共租界工部局大楼：工部局机构所在地，租界的行政中心。其建筑占据江西路、福州路、汉口路和河南路四条马路之间的整个街区，1945年—1955年成为上海市政府，现在仍为上海市许多市级机关使用。
- 上海公共租界工部局宰牲场：为确保公共租界（乃至全上海）的肉类供应而由工部局设立，建立时是当时远东地区最大的宰牲场，也是全世界最先进的三大现代化宰牲场之一。人民共和国成立后成为东风肉联厂屠宰机构所在。

## 天津英租界工部局

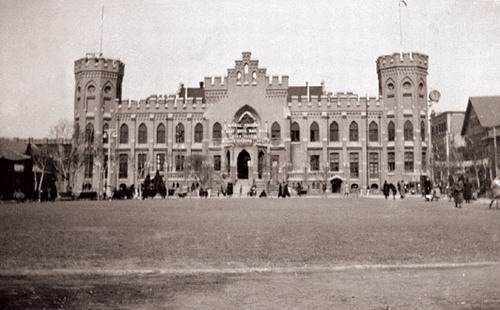
原天津英租界工部局大楼戈登堂

天津英租界工部局是设置于天津英租界内的最高行政机构，也是天津英租界董事会的执行机构。成立于清同治元年（1862年），总部设在当时天津英租界戈登堂内。清光绪二十五年（1899年），天津英租界推广租界的董事会下也成立天津英租界推广租界工部局，组织状况与天津英租界工部局基本相同。1919年1月，天津英租界原订租界、天津英租界推广租界与天津英租界墙外租界合并，组成一个统一的天津英租界工部局，其组织状况与原天津英租界工部局基本相同。

### 董事会
天津英租界董事为天津英租界内的统治主体和决策机关，董事由天津英租界里的纳税人推选产生，任期为一年，任满全体董事改选。清光绪二十五年（1899年）以前，天津英租界董事会由五名董事组成，均为英籍人士，后来董事名额增至九名。清光绪二十八年（1902年），天津美租界并入天津英租界时，英美双方规定董事会中至少有五人为英籍，一人为美籍。后来，《驻津英国工部局1918年章程》规定，天津英租界董事会的董事名额必须为五人以上，其中，至少有五名为英籍。1926年，天津英租界董事会设中籍董事二人。1927年，天津英租界董事会中中籍董事席位增至三个。1930年以后，又增加一名中国籍副董事长。天津英租界董事会负责天津英租界中的一切应行事务，如：租界章程、任免官吏、买卖公产、筹措财政、捐税和经营公有设备及公用事业等事务。

### 执行机构

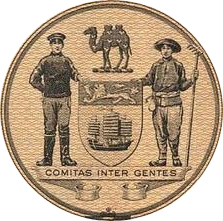
工部局局徽

天津英租界董事会设立之后，也相继成立了董事会的执行机构：天津英租界工部局。天津英租界工部局直接或间接地受英国驻中国领事馆和英国外交部的领导。当时的天津英租界工部局设财政处、工程处、警务处、电务处、水道处和卫生医官处等处。此外，天津英租界内还先后设立过六个由天津英租界工部局和其订立保管契约的保管团，分别为：红墙道球场保管团（今新华路体育场）、债券保管团、空地保管团、英文学堂保管团（今天津市第二十中学）、天津公学保管团（今耀华中学）和养老金保管团。此外，天津英租界工部局还设有八个市政委员会：电气委员会、医务委员会、自来水委员会、工程委员会、机要会计委员会、学校委员会、警备委员会、义勇队委员会。这八个市政委员会的委员由天津英租界董事分别兼任，董事长兼任各委员会委员。

### 工部局大楼

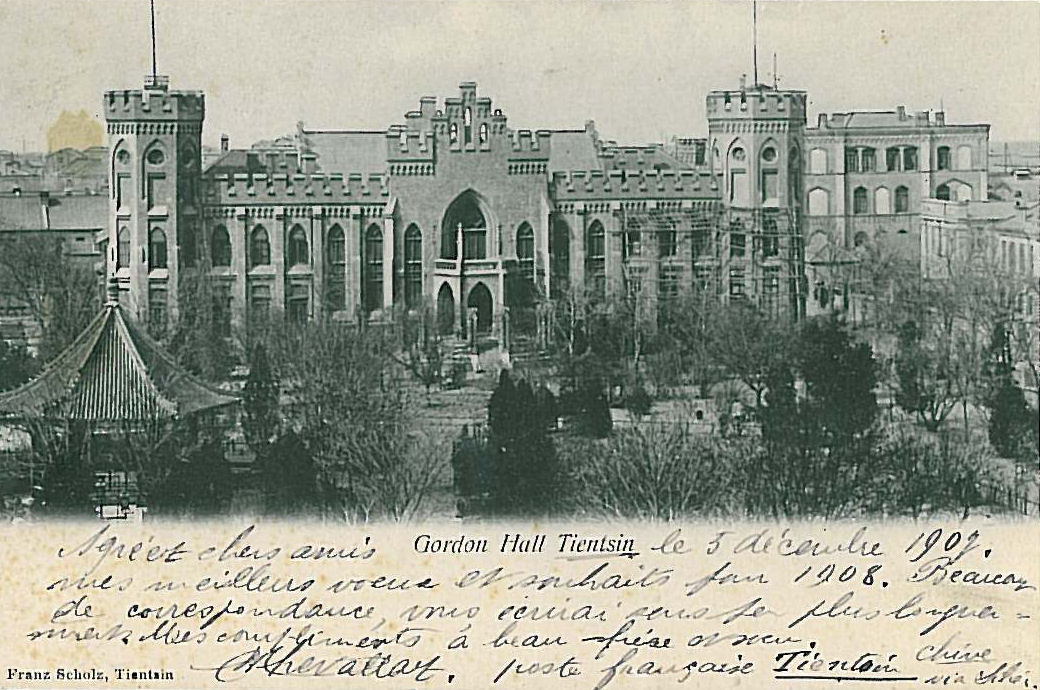
1907年明信片上的戈登堂

作为天津英租界工部局大楼的戈登堂（英語：Gordon Hall）始建于1890年，坐落于当时天津英租界的维多利亚道（今和平区解放北路）东侧，维多利亚花园（今解放北园）北侧，戈登堂由天津英租界工部局董事长、英籍德国人、天津海关税务司德璀琳建议修建，由Chambers设计，共投资32，000两白银。这座规模宏大的2层建筑属于中古时期城堡风格，青砖外墙，屋檐为雉堞垛口状女儿墙，两端为八角形的塔楼，视野开阔。中间的楼门向前突出，以便于市民接近参与。在1890年的戈登堂落成典礼上，直隶总督李鸿章、美国驻华公使田贝、各国驻天津领事和天津道余昌宇，以及轮船招商局经理和外国驻天津领事都应邀参加，戈登的巨幅照片挂在会场的中央。直隶总督兼北洋大臣李鸿章在盛赞戈登的军事指挥才能后，宣布大楼正式开放，并把两把扎着灰、红两色缎带的银钥匙交给了德璀琳。1892年2月3日，天津英租界当局为李鸿章在戈登堂举办70岁生日宴会。李鸿章出资在戈登堂里修了一个舞台，使戈登堂从此成为英租界一个条件优越的公共娱乐场所，甚至逐渐取代了侨民俱乐部兰心戏院的地位。1922年，天津英租界纳税人大会决定重建一座新的工部局大楼，后来计划因故搁浅，戈登堂继续作为天津英租界市政厅来使用直至1945年。1976年唐山大地震后，该楼被损坏，不久拆除，在原址上建成新的天津市人民政府大楼，只有后面的天津英租界消防队旧址，还保存着当年的建筑原貌。2010年，原戈登堂后面的天津英租界消防队旧址也被拆除。

### 结束
1941年12月8日，太平洋战争爆发的当日，日军进驻天津英租界。1942年2月18日，日本宣布将天津英租界移交给汪精卫政府。3月29日，举行了移交仪式。1945年，抗日战争胜利后，中国国民政府宣布正式收回天津英租界。天津英租界工部局宣告结束。

## 天津法租界工部局

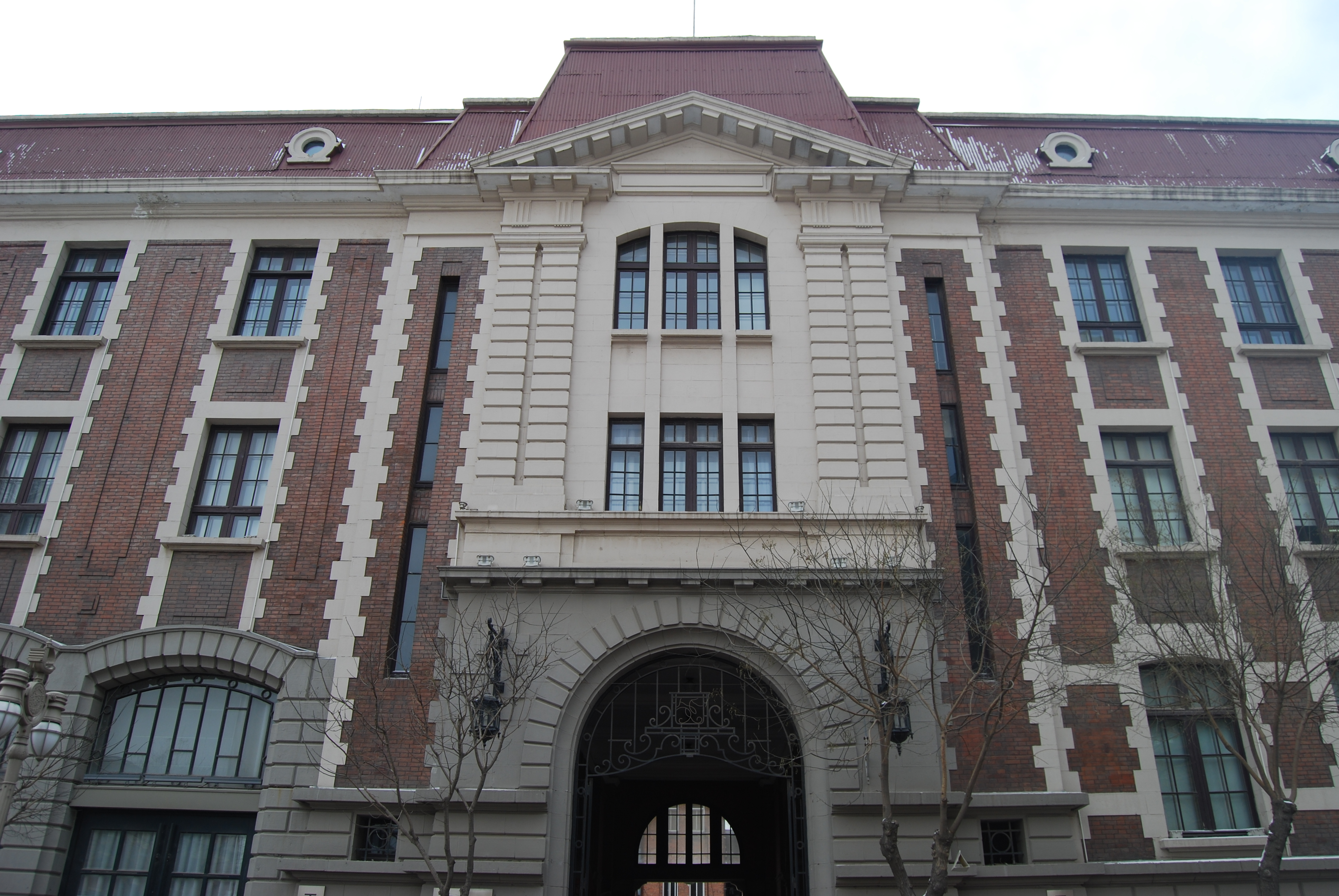
原天津法国工部局大楼

天津法租界工部局是设置于天津法租界内从事警务、道路和卫生的工作机构，原为天津法租界董事会的执行机构，成立于清同治元年（1862年），总部设在当时天津法租界的主要街道大法国路（今解放北路34号至36号）的法国工部局大楼内。后来，原工部局所辖的秘书部与工程部这两个部门改组成天津法租界公议局，而公议局下属的巡警局改组成为新天津法租界工部局，主要负责天津法租界内的警务、道路和卫生等工作。

### 董事会
根据《天津法租界市政管理组织大纲》中的相关规定：天津法租界董事会由天津法租界中的纳税人选举产生，法国驻天津领事实际掌握天津法租界的行政权，领事是法定的总董，还是财政、卫生与公用工程委员会的主席，也负责召集和主持每年举行的选举董事会的选举人大会，并可指定部分董事。天津法租界的选举人大会选举天津法租界董事会的部分董事或大部分董事，没有立法权和行政监督权。董事会任期为2年，每年改选一半。天津法租界董事会设有7至9名董事，其中法国籍董事必须占董事会的半数以上，通过选举产生的其他国籍的董事必须由三种不同国籍的侨民来组成。此外，天津法租界董事会的各项决议必须经过法国驻天津领事明令公布才能通过生效。天津法租界的总董要受法国驻中国公使的直接监督和法国外交部的间接监督。天津法租界董事会下设有六个委员会：公共工程委员会、财政委员会、教育委员会、捐税委员会、卫生委员会和图书馆委员会。

### 执行机构

法国工部局大楼

天津法租界工部局由法国外交部派遣天津法租界工部局局长，由法国驻津领事指派天津法租界工部局内工作人员。作为天津法租界董事会的下属执行机构，天津法租界工部局原下辖三个部，分别为：秘书部、工程部和警察部，其负责人分别：秘书长、工程师和警察部长。后来，工部局改组成天津法租界公议局，而公议局下属的巡警局改组成为新天津法租界工部局。新天津法租界工部局和天津英租界工部局的职能不同，主要从事警务、道路和卫生工作。

### 工部局大楼
法国工部局大楼是天津法租界的工部局大楼，建于1934年，选址在天津法租界的主要街道大法国路（今解放北路34号至36号），为天津市文物保护单位。原为法租界董事会下属工部局中的警察部，后改组为工部局，实为法租界的警察局。该建筑为四层混和结构楼房，清水墙。立面较为简洁，强调三段式古典构图。

### 结束
1943年2月23日，法国维希政府宣布，同意放弃在中国的法租界。1943年6月5日，汪精卫政权收回天津法租界、汉口法租界和广州法租界。1945年，天津法租界被国民政府正式收回。天津法租界工部局宣告结束。

## 天津德租界工部局
天津德租界工部局是设置于天津德租界内的最高行政机构，也是天津德租界董事会的执行机构。成立于清光绪三十二年（1906年），总部设在天津德租界。

### 董事会
天津德租界成立之初，租界内的行政、司法事务都由德国驻津领事馆管理，天津德租界内的土地所有权和一切修建工程费用都由德华银行处理和垫付。后来，原德国驻天津领事馆组织德国租界公司统辖德华银行在天津经营的事项。清光绪二十六年（1900年）之后扩充的新界由原德国驻天津领事馆直接管辖并指派一位副领事负责。清光绪三十二年（1906年），由德国侨民组成的天津德租界董事会接管天津德租界旧界内的行政、财务、工程和卫生等事项，德国驻天津总领事为董事长，对天津德租界董事会的决定行使否决权和监察权，但不直接处理天津德租界内的一切行政事务。天津德租界董事会由天津德租界内的徳裔侨民公开选举董事会会员，设有1名会长和1名办事员。天津的租界董事会每届任期为一年，每星期召开一次董事会议，专门议决本届董事会所面对的各种事项。

### 执行机构
清光绪三十二年（1906年），德国政府批准设立天津德租界董事会下设德执行机构-天津德工部局后，天津德租界内的行政、治安、财务、捐税、财政、房地产和公用等事业才统由天津的租界工部局管理。天津的租界工部局下设一个巡捕房来掌管天津德租界内的治安工作，巡捕房内有105名巡捕，均为中国人充当，巡捕头目为德国人。

### 结束
第一次世界大战爆发后，1917年8月14日，中国政府宣布接收天津德租界，改为天津特别行政区一区。德国战败後，德国政府声明承担《凡尔赛和约》中有关在华租界条款，除青岛等地被日本占领外，中国政府正式将天津德租界收回，天津德租界工部局宣告结束。

## 天津意租界工部局

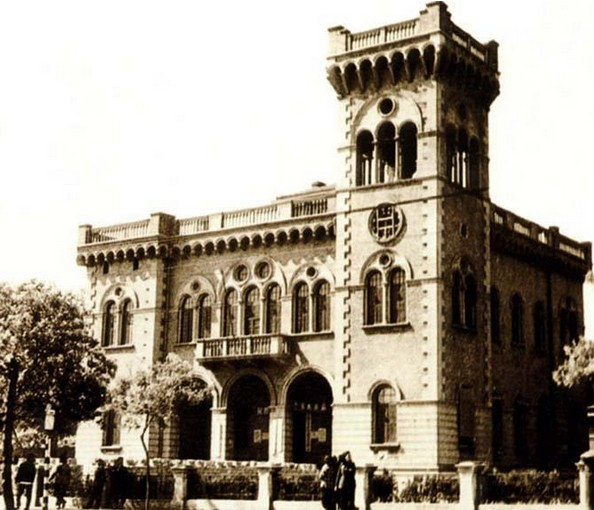
原天津意租界工部局大楼

天津意租界工部局又称“意国工部局”和“意国衙门”，后改名为“天津意租界市政局”。是设置于天津意租界内的最高行政机构，也是天津意租界董事会的执行机构。成立于1923年，总部设在天津意租界伊曼纽尔三世路（Corso Vittorio Emanuele）（今河北区建国道）与乌第纳亲王道（Via Principe di Udine）（今河北区民生路）交口处的意国领事馆附近。

### 董事会

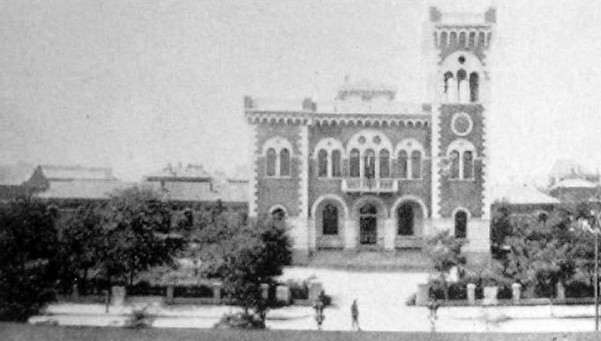
原天津意国工部局全景

天津意租界初设时，界内的所有行政权包括警察权都由意大利政府特派的行政委员来行使。1923年，意大利政府同意将天津意租界作为自治区域并设立其行政机构——天津意租界工部局和天津意租界董事会来管理警察、工程和财政等行政权。天津意租界董事会由居住在天津意租界的中外侨民选举产生，董事会由5人组成，其中必须设有意大利籍侨民3人。此外，天津意租界董事会还设有3名咨议组成附属于天津意租界董事会的咨议委员会，咨议委员会由居住在天津意租界的华人选举后充任。天津意租界董事会的决定如果和意大利政府的政策发生冲突，意大利政府将对其决定享有否决权。1929年，意大利政府颁行《天津意大利租界章程》并设置由意大利外交部任命的市府长官作为天津意租界的最高行政长官。事实上，天津意租界的最高行政长官一直由意大利驻天津总领事兼任。天津意租界董事会只有答复最高行政长官等职责。

### 执行机构
天津意租界工部局是天津意租界行政委员、天津意租界董事会和市府长官行使权力的行政机构。天津意租界工部局设1名秘书，下设三处，分别为：工程处、卫生处和捐务处，这三个处室各设1名处长。其中，工程处设有正、副工程师和工长等人，卫生处设有卫生医官等人。天津意租界工部局不占有天津意租界内的任何公用事业，天津意租界内的水电供应完全从其他天津租界的水电公司获得。

### 工部局大楼
天津意租界工部局大楼是一座意大利文艺复兴风格建筑，为两层砖木混合建筑带地下室，局部三层。高耸的望楼俊秀挺拔，建筑外立面为红砖配以石材，建筑正面设有塔楼，塔楼正中设置一面时钟，定点报时。天津意租界工部局大楼于中华人民共和国成立后的20世纪50年代被拆除，仅留铜匾三块：一块中文铜匾藏于天津博物馆、另两块中文和意文铜匾藏于梁启超饮冰室纪念馆。

### 结束
1946年，天津意租界被中华民国国民政府收回。天津意租界工部局宣告结束。